# Edward Maria Wingfield
Edward Maria Wingfield (* 1550 in der Nähe von Kimbolton Castle, Cambridgeshire; † 13. April 1631 ebenda) war ein britisch-amerikanischer Politiker, Siedler und Soldat.

## Leben
Wingfield war der Sohn des Politikers Thomas Maria Wingfield und seiner Frau Margaret Kay. Nach dem Tod seines Vaters 1557 heiratete seine Mutter James Creuse (Auch als Cruwys und Crewes bekannt). Auch sein Onkel Jaques Wingfield war an seiner Erziehung beteiligt.
Von 1569 bis 1576 begleitete er wohl seinen Onkel in Irland, worauf er eine Ausbildung zum Anwalt in Lincoln’s Inn begann. Bevor er dieses abgeschlossen hatte, ging er zusammen mit seinem Bruder Thomas Wingfield in die Republik der Vereinigten Niederlande, um im Achtzigjährigen Krieg gegen das Königreich Spanien zu kämpfen. 1588 geriet er nach der Belagerung von Bergen-op-Zoom in spanische Gefangenschaft und wurde ein Jahr später freigelassen. 1593 kehrte er nach England zurück und wurde Abgeordneter im House of Commons, spielte dort allerdings eine untergeordnete Rolle. In den 1590ern war er erneut  Soldat in Irland. 1600 übernahm er die Leitung der Kimbolton School.
Um diese Zeit organisierte er gemeinsam mit der neu gegründeten Virginia Company of London eine Expedition in die Neue Welt. Er begleitete sie und wurde Mitbegründer der Kolonie Jamestown, der ersten dauerhaften englischen Siedlung in Nordamerika. Der Rat, der die Kolonie in den ersten Jahren leitete, ernannte aufgrund seiner weiteren Erfahrung und seiner maßgebenden Rolle in der Virginia Company Wingfield nach der Ankunft 1607 zu ihrem ersten Präsidenten. Damit war Wingfield der erste ortsansässige Gouverneur der Colony of Virginia. Trotz anfänglicher Popularität kam es bald zu Streitigkeiten mit John Smith über Wingfields Indianerpolitik. Das Fehlen an Nahrungsmittel, fortgesetzte Kämpfe mit den Ureinwohnern und Krankheiten führten zum Tod vieler Siedler. Am 10. September 1607 wurde Wingfield wegen wachsender Unzufriedenheit über seine Regierung abgesetzt und durch John Ratcliffe ersetzt. Ihm wurde eine Reihe an Verbrechen, darunter das Horten von Nahrung und Atheismus, vorgeworfen und er wurde eingesperrt. Im Frühjahr 1608 kehrte er nach England zurück, wo er sich erfolgreich gegen die Vorwürfe der Kolonisten verteidigen konnte. In England engagierte er sich weiterhin für die Colony of Virginia.
1859 wurden seine Aufzeichnungen als Gouverneur als A Discourse of Virginia veröffentlicht. Obwohl die Schrift als politische Rechtfertigungsschrift wirkt, bietet sie den nötigen Kontext für die bekannteren Schriften John Smiths.